# Annika Elmqvist
Annika Elise Elmqvist, född 13 december 1946 i Uppsala domkyrkoförsamling, Uppsala län, är en svensk barnboksförfattare och serieskapare. Hon och hennes bok Sprätten satt på toaletten (1970) är med på en lista över "100 omistliga barnboksförfattare" som publicerades i Dagens Nyheter 18 augusti 2008. Hon är även initiativtagare till Klimatriksdag 2014. För initiativet blev hon tilldelad priset som Årets miljöhjälte 2014. År 2025 gav hon ut boken Säg det med bilder, som innehåller ett urval av hennes teckningar, skisser och serier. 

### Bilderböckerna om Sprätten
- 1970 – Sprätten satt på toaletten, Rabén & Sjögren.[7] Boken översattes 1971 till danska Da Sprutten trak i snoret Eva Glistrup.[8] Den gavs ut i nytryck på svenska 2012 på Karneval förlag.[9]
- 1987 – Sprätten på toaletten kommer igen, Öga Hand, Linköping.[10]
- 2005 – Sprätten på toaletten går för långt, Öga Hand, Linköping.[11]

### Bilderböcker
- 1987 – Sundsvall brinner!, (med Pål Rydberg) Sundsvalls museum.[12]
- 2007 – Adila och krokobilen (Nutek förlag, Text: Titti Knutsson).[13]
- 2025 – Säg det med bilder (DIBB förlag).[14]

### Serierelaterat
- 1970 – Historieboken, (med Gittan Jönsson, AnnMari Langemar, Pål Rydberg) Ordfront, ny upplaga 1978, ISBN 91-7324-084-2 (1978)
- 1979 – Sveriges historia, från stenålder till storindustri, (med Pål Rydberg) Ordfront i samarbete med Arkivet för folkets historia.[15]
- 1985 – Farliga tankar om demokrati och människovärde, (med Pål Rydberg) Ordfront.[16]

### Övrigt
- 12004 – Grundkurs i globalisering, sänkt pris, kort datum, (med Anika Agebjörn och Pål Rydberg) Leopard förlag.[17]